# Col du Fayet
Le col du Fayet est un col routier du Massif central, situé dans le département de l'Ardèche au nord d'Annonay. Son altitude est de 611 mètres.

## Géographie
Dans les monts du Vivarais, le col constitue un tripoint entre les communes de Félines à l'est, Vinzieux au nord et Savas au sud. Il se situe dans un environnement forestier au croisement des routes départementales 109, 342 et 442.

## Activités

### Cyclisme
Le col a été emprunté trois fois par le Tour de France.
| Année | Étape | Catégorie | 1er au sommet |
| ----- | ----- | --------- | ------------- |
| 1980  | 19e   | 2         | Jo Maas       |
| 1971  | 10e   | Hors GPM  |               |
| 1966  | 19e   | Hors GPM  |               |